# 新明街道 (本溪市)
新明街道，是中华人民共和国辽宁省本溪市明山区下辖的一个乡镇级行政单位。2019年11月29日，东兴街道整体划入新明街道。区域四至为：自地工路平山路交叉口沿平山路—平山路迎宾路交叉口沿迎宾路—迎宾路环山路交叉口沿环山路—工学院路口—动植物园办公室—未命名路（人行路）—平顶山森林公园沿山脊—青沙岭山脊—太子河沿河—新馨家园偏墙—子雄道口—富祥一期—泛亚热电厂—百合新城—高峪山山脊—唐家路沿唐家路—技校桥—平山路地工路交叉口闭合。

## 行政区划
新明街道下辖以下地区：
大峪社区、峪安社区、小堡社区、峪北社区、程家社区和大峪村。